# Newcastle Jets FC
Newcastle United Jets er en professionel fodboldklub fra Newcastle. Holdet spiller i den Australske A-League, på Ausgrid Stadium. Newcastle United Jets har vundet et mesterskab da de vandt 1-0 over ærkerivalerne fra Central Coast Mariners.  I 2009 spillede Newcastle i AFC Champions League for første gang i klubbens historie, hvor de nåede 16 dels finalen.
Newcastle Jets FC købte i starten af sæsonen 2012/2013 legenden Emile Heskey